# لمبرت (اکلاهما)
لمبرت(به انگلیسی: Lambert) شهری در ایالت اکلاهما کشور ایالات متحده آمریکا است که جمعیت آن در سرشماری سال ۲۰۱۰ میلادی، ۶ نفر بوده‌است.